# 倉田太一

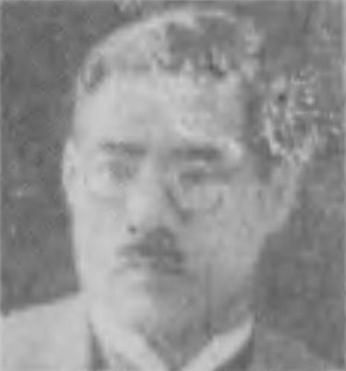
40歳前後（1934年頃）の倉田

倉田 太一（くらた たいち、1892年10月28日 - 1969年2月2日）は、日本の柔道家（講道館9段）。
京都武専にて柔道修行に励んだのち、広島高等師範学校や旧制広島文理科大学にて後進の指導に当たって広島における柔道の普及・振興に尽力。また選手としては昭和天覧試合へ名誉ある出場を果たした。

## 経歴
| 段位 | 年月日（年齢）         |
| ---- | ---------------------- |
| 入門 | 1912年10月21日（19歳） |
| 初段 | -                      |
| 2段  | 1912年11月20日（20歳） |
| 3段  | 1913年1月12日（20歳）  |
| 4段  | 1916年1月9日（23歳）   |
| 5段  | 1919年5月25日（26歳）  |
| 6段  | 1926年5月31日（33歳）  |
| 7段  | 1933年6月1日（40歳）   |
| 8段  | 1937年12月22日（45歳） |
| 9段  | 1948年5月4日（55歳）   |

広島県の仁保に生まれた。三重県立第一中学校（現・三重県立津高校）を卒業後、既に柔道3段の倉田は京都の武道専門学校本科に1期生として進学し、同期の尾形源治らと共に磯貝一・永岡秀一・田畑昇太郎の元で稽古に励んだ。極度の近視であった倉田は、稽古の際に眼鏡を外すと常に眉間に皺を寄せて睨み付けるような形相であった事から、同級生らから“鬼瓦”と呼ばれたという。
1914年に同校を卒業すると、助手として武専に残るよう勧められもしたが倉田はこれを辞退して早稲田大学の法律科に進学。後々まで含めて武専卒業後に大学に進学する者は珍しく、この点において倉田は異例とも言える。記録上の講道館入門は1912年10月だが同館で本格的に修行をしたのは早稲田在学時からであった。身長170cm・体重70kmの均整の取れた体格から繰り出す跳腰や跳巻込、体落、左右の大外刈といった得意技を武器とし、1918年に4段で早大を卒業。
卒業後はかつての恩師である永岡の推薦で学習院の講師や旧制第一高校の師範に着任、更に東京帝国大学農学部の教導を務めるなどし、1934年には郷里・広島へ帰って広島高等師範学校の助教授兼教諭、後に同校教授（高等官三等）や旧制広島文理科大学柔道師範を永く兼任した。
この間1920年5月に柔道教士号を拝受し1926年5月には6段位に列せられる一方、選手としては講道館紅白試合や大日本武徳会大会等で活躍し、とりわけ1929年5月の御大礼記念天覧武道大会（昭和天覧試合）で36歳の倉田は指定選士の1人に選抜され、中野正三門下で朝鮮総督府教師の岡野幹雄5段（32歳）・皇宮警察および警視庁師範の山口孫作5段（35歳）・大日本武徳会教士の福島清三郎6段（40歳）らとの予選リーグ戦を勝ち上がるには至らなかったものの、当時の柔道家として最高の栄誉に浴している。
1933年6月に7段、1937年12月に8段に昇段。太平洋戦争で広島市に原子爆弾が投下された際には自宅裏庭まで吹き飛ばされ、落ちてきた瓦の直撃を貰い全治3ヶ月の負傷を2箇所負いながらも、九死に一生を得たという。
終戦後は1948年5月に弱冠55歳で9段となり、東洋工業（現・マツダ）技術養成所の講師を嘱託されて後進の指導に当たるなどし、同じ広島県の呉鎮守府にて柔道師範を務める傍ら呉市内にて半世紀近く道場経営をした緒方久人9段と共に広島柔道界の大御所として知られた。1969年に76歳で没。